# Château de Villa
Le château de Villa est un château du XVIe siècle situé sur le territoire de la commune suisse de Sierre, dans le canton du Valais.

## Historique
Le château est construit au XVIe siècle par une famille de la bourgeoisie patricienne, les de Platea. Ensuite, par héritage, il a passé à la famille de Preux. De cette époque datent l’aile est et la tour octogonale. Il devient au XVIIe siècle la résidence principale des de Preux, qui font alors construire l’aile ouest, avec le portail d’entrée.
Le château a été racheté en 1939 et restauré par une Vaudoise, Mme Panchaud de Bottens qui souhaite y installer un musée du costume suisse. Après qu'elle eut fait faillite en 1943, le Château a été repris par un ensemble de Sierrois, à la fin des années 1940. 

## La Fondation et ses activités
En 1951, la Fondation du Château de Villa est fondée. Elle se donne pour but de faire du Château un lien d'intérêt cantonal, tout en privilégiant les activités culturelles et artistiques et en promouvant la culture de la vigne. Elle veut également mettre en valeur le terroir valaisan, en intégrant dans les murs du Château un restaurant, auquel s'adjoindront bientôt une œnothèque et un sensorama, à savoir une salle de dégustation et de séminaire. Le sensorama propose des ateliers de perception, et permet au public de se familiariser avec l'univers gustatif et sensoriel du vin, de ses cépages, de ses terroirs, et des complémentarités entre vin et gastronomie.

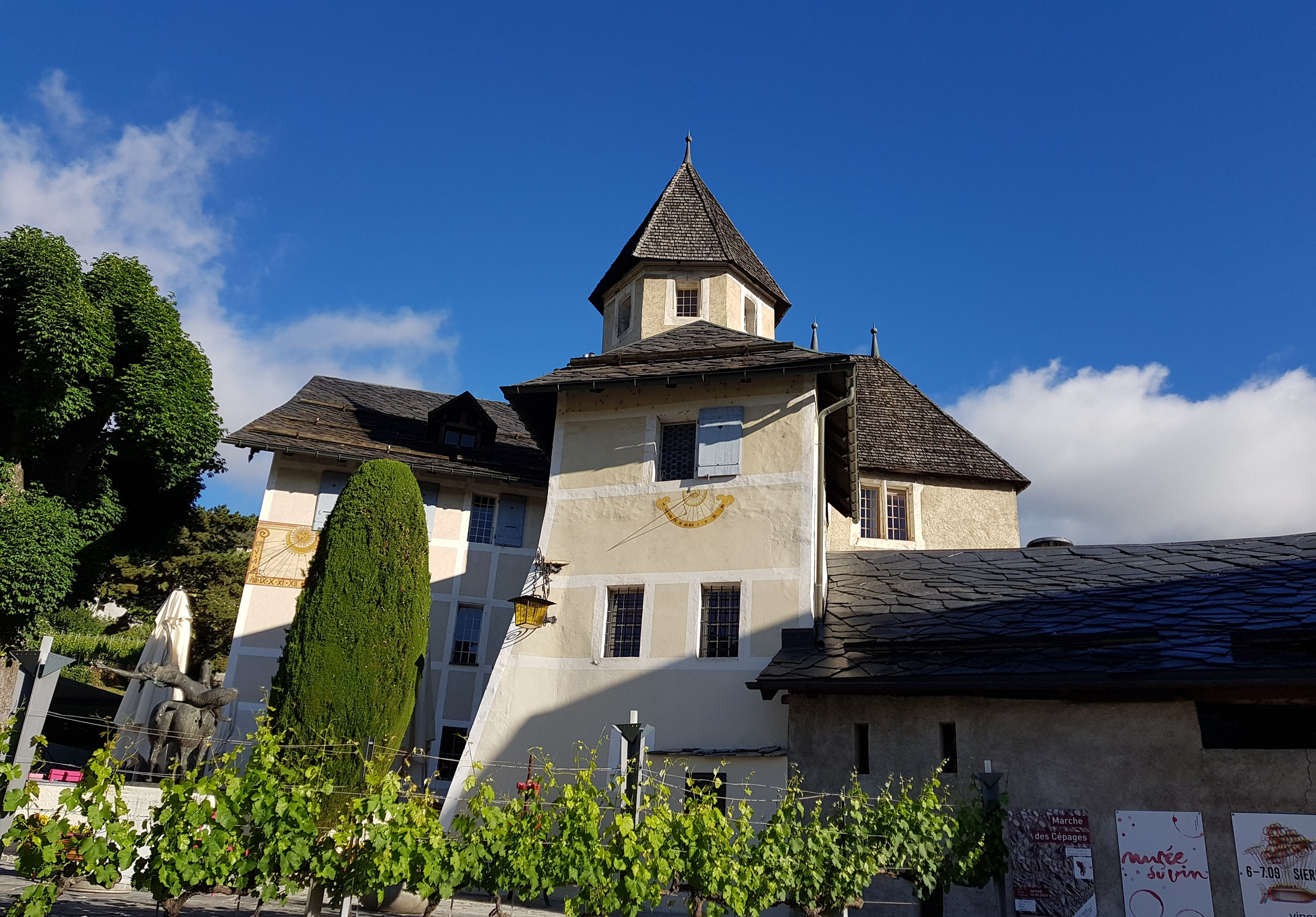